# Tsvetayeva (cràter)
Tsvetayeva és un cràter d'impacte en el planeta Venus de 42,9 km de diàmetre. Porta el nom de Marina Tsvetàieva (1892-1941), poetessa russa, i el seu nom va ser aprovat per la Unió Astronòmica Internacional el 1985.